# Vilibald Šťovík
Vilibald Šťovík, född 9 oktober 1917 i Prag, död 8 november 1948 i Engelska kanalen, var en tjeckoslovakisk ishockeyspelare.
Han blev olympisk silvermedaljör i ishockey vid vinterspelen 1948 i Sankt Moritz.